# Hans Ferdinand Bubbe
Hans Ferdinand Bubbe, auch Hans Friedrich Bubbe, (* 9. April 1873 in Hamburg-Eppendorf; † 23. August 1961 in Kronshagen) war ein deutscher Schulmann und Heimatforscher.

## Leben
Er wurde in Hamburg-Eppendorf geboren und besuchte die Mittelschule in Hamburg bis 1888, danach die Präparandenanstalt in Barmstedt und die Seminarschule in Uetersen, nachdem er schon vorher die einklassige Volksschule in Bevern geführt hatte. Nach mehrjähriger Tätigkeit an den Schulen Wyk auf Föhr und Bojum in Angeln war er Präparandenlehrer in Apenrade. Danach war Bubbe Seminarlehrer in Eckernförde und von 1912 bis 1926 in Rendsburg. Bis zu seiner Pensionierung im Jahre 1934 war er Rektor der Mittelschule in Uetersen, wo er besonders als Schulmann und Heimatforscher bekannt wurde.
Während dieser Zeit und auch schon vorher schrieb Hans Ferdinand Bubbe Bücher mit pädagogischen und geschichtlichen Inhalt und gab mehr als 20 heimatgeschichtliche Schriften heraus. Alle seine Werke und besonders seine Heimatbücher von Uetersen fanden in der Fachwelt ausgezeichnete Beurteilungen, die Bubbe immer wieder Mut zu neuen Arbeiten gaben. Die Uetersener Nachrichten schrieben zu seiner Pensionierung im Jahre 1934 über ihn: „Unsere Stadt darf dem Scheidenden niemals vergessen, daß er mit der Ordnung und Pflege des Klosterarchivs der heimatlichen Geschichtswissenschaft ein noch längst nicht ausgewertetes Archivmaterial bereitgestellt hat, und daß er der Stadt ein Heimatmuseum mit seltenen, ja einmaligen Zeugnissen aus ihrer und unseres Klosters historischen, wirtschaftlichen und soziologischen Entwicklung gesammelt und aufgebaut hat. Ein kluger und wissensreicher Mann, der geistvolle Freund unseres Klosters und unserer Stadt, der Kenner ihrer Geschichte, ein dem Leben und der Jugenderziehung so frei aufgeschlossener Schulmann, geht jetzt in die Stille eines ‚refugium cum dignitate´. Dieser durchaus nicht alltäglichen Persönlichkeit folgen herzliche Wünsche für einen gesegneten Lebensabend im Kronshagener Hasselkamp.“
Uber sein Leben selbst schrieb Bubbe im Jahr 1954: „ Im übrigen lief mein Leben wie das Leben vieler schaffender Menschen: viel Freude, manche Enttäuschung, hin und wieder auch mal ein Erfolg, viel Arbeit, Krankheit, Sorge, Kampf und Not, bis mich der schwerste Verlust meines Lebens traf, der Tod meiner lieben Frau nach 57jähriger gemeinsamer Wanderung “.
Hans Ferdinand Bubbe verstarb am 23. August 1961  Kronshagen bei Kiel.

## Werke (Auswahl)
- Deutsche Fibel und erstes Lesebuch – Ein Beitrag zur Fibelfrage (Heuser, Neuwied 1896)
- Milos – Historisches Schauspiel in 3 Aufzügen (Heuser, Neuwied 1900)
- Eine Lücke in der Geschichte des preußischen Volksschulwesens (Hollesen, Flensburg 1900)
- Tierschutz und Schule (Heuser-Neuwied 1901)
- Ein Gottesmann und ein Schulmann (Hollesen, Flensburg 1901)
- Ein Beitrag zur Lesebuchfrage (Heuser, Neuwied 1902)
- Welche Aufgaben sind dem Geschichtsunterricht in der Volksschule der Gegenwart gestellt, und wie kann er sie erfüllen? (Heuser, Neuwied 1903)
- Methodik des Geschichtsunterrichts in der Volksschule (Heuser, Neuwied 1910)
- Der Geschichtsunterricht in der schleswig-holsteinischen Schule auf Grundlage des heimatlichen Prinzips (Bergas, Schleswig 1912)
- Ein Duppelstürmer – Kriegserlebnisse des Veteranen J. Bubbe (Schaffstein, Köln 1914)
- Heimatbuch Uetersen (Versuch einer Chronik der Stadt und des Klosters Uetersen) – Teil I – IV  (Heydorn, Uetersen 1932)
- Heimatbuch Uetersen Versuch einer Chronik der Stadt und des Klosters Uetersen – Teil V – VI (Heydorn, Uetersen 1939)
- Erinnerungsgabe zum 200jährigen Jubiläum der evangelischen Kirche in Uetersen (Heydorn, Uetersen 1949)
- Justizrat Carl Friedrich Hermann Klenze, Klostersyndikus in Uetersen – Ein Kämpfer für Freiheit, Gerechtigkeit und Ehre Schleswig-Holsteins (Heydorn, Uetersen 1953)
- Urkundenverzeichnis des Klosterarchiv Uetersen 1223–1671
- Erinnerungsgabe zum 200-jährigen Jubiläum der evangelischen Kirche in Uetersen am 2. Adventssonntag, dem 4. Dezember 1949, Uetersen 1953.